# George Washington DeLong
George Washington DeLong (Nova Iorque, 22 de Agosto de 1844 – Sibéria, 31 de Outubro de 1881) foi um explorador e oficial de marinha dos Estados Unidos.

## Expedição ao Ártico doJeannette
Nascido em Nova Iorque, De Long fez a sua educação na Academia Naval dos Estados Unidos de Newport, Rhode Island. Em 1879, apoiado por James Gordon Bennett, Jr., dono do jornal New York Herald, e pela Marinha norte-americana, o capitão-de-corveta DeLong rumou de São Francisco, no USS Jeannette, com o objetivo de encontrar um caminho para o Polo Norte através do Estreito de Bering.
Para além da recolha de dados científicos e de espécimenes animais, DeLong descobriu três ilhas (no arquipélago atualmente designado ilhas De Long), em 1881.
O navio onde seguiam ficou preso no gelo tendo, mais tarde, sido esmagado e afundando-se de seguida. DeLong e a sua tripulação abandonaram o navio e partiram para a Sibéria em três pequenos barcos. Depois de chegarem a mar aberto, ficaram separados, e um dos barcos, comandado por Charles W. Chipp, desapareceu. O barco de DeLong alcançou terra, e apenas dois dos homens que partiram em busca de ajuda sobreviveram. O terceiro barco, liderado pelo enhenheiro-chefe George W. Melville, chegou ao delta do rio Lena e foi salvo.

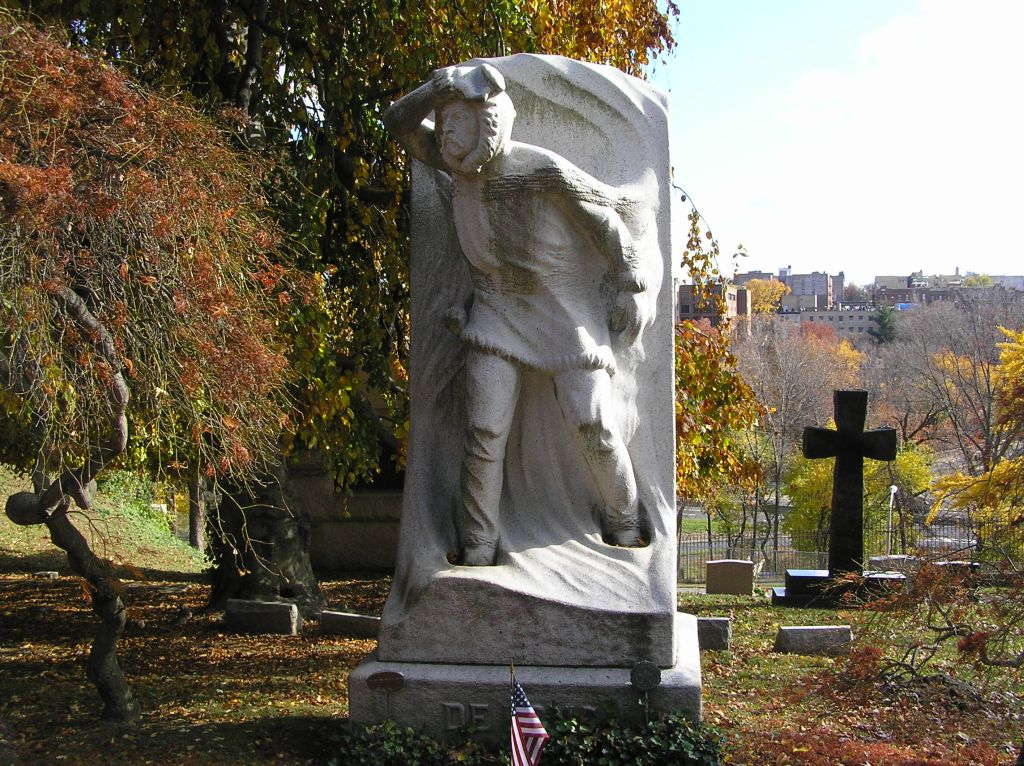
Sepultura de George Washington DeLong

DeLong morreu de fome perto de Matvay Hut, Iacútia, na Sibéria. Melville regressou um ano mais tarde e encontrou o corpo de DeLong e a sua tripulação. No total, pereceram dezenove membros da expedição, tal como outros homens das operações de busca e salvamento.
DeLong e cinco dos seus homens encontram-se sepultados no Cemitério de Woodlawn, no Bronx, Nova Iorque.

## Publicações
- DeLong, The Voyage of the Jeannette, inclui diários editados pela sua viúva, Mrs. Emma J. (Wotton) DeLong (1883)
- Emma Wotton DeLong, Explorer's wife, introdução por Vilhjalmur Stefansson, (New York: Dodd, Mead & Company, 1938)
- Leonard F. Guttridge, Icebound: The Jeannette Expedition's Quest for the North Pole (Annapolis, MD: Naval Institute Press, 1986) ISBN 0-87021-330-X.
- Michael Robinson, The Coldest Crucible: Arctic Exploration and American Culture (Chicago, 2006)
- John Wilson Danenhower, The Narrative of the Jeannette (Boston, 1882)
- Melville, In the Lena Delta (Boston, 1885)
- Edward Ellsberg, Hell on Ice: the Saga of the Jeannette (New York: Dodd, Mead, and Company, 1938)